# 生活保護問題
生活保護問題（せいかつほごもんだい）は、日本の生活保護制度に関する諸問題のことである。

## 概要
日本国憲法第25条を基に制定された生活保護法は、保護を請求する権利（保護請求権）について無差別平等主義を保障し、日本の公務員は日本国憲法第99条の憲法尊重擁護義務により「服務の宣誓」を経ている。また、行政手続法第7条では「行政庁は、申請がその事務所に到達したときは遅滞なく当該申請の審査を開始しなければならない」と定められている。そもそも行政手続法は「受理」という概念を否定しており、申請が行われ（到達）ればその時点で行政庁には受付という様式行為（タイムスタンプ＝収受印の押印）を行う義務が生じ、形式審査を開始する義務を負う。 当該審査の結果適法であれば受理して内容審査を行い、行政処分としての決定を行う。したがって、保護請求権を行使する具体的な方法である保護の申請は、国民の権利として保障されている。つまり保護申請があれば福祉事務所は審査の下で、形式的に適法であれば保護の要否についての内容審査を開始する、というのが生活保護法の根本原則である。
生活保護は申請に基づき開始することを原則としており、保護の相談にあたっては、相談者の申請権を侵害しないことはもとより、申請権を侵害していると疑われるような行為も厳に慎まれなければならない。

## 生活保護世帯・地域別情報
2021年時点で全国で生活保護を受けている世帯は約161万世帯、人数では約200万人である。
生活保護者数の多い順に東京都（26万7340人）、北海道（5万8171人）、埼玉県（5万6486人）、千葉県（5万7110人）である。逆に少ないのは富山県（1669人）、石川県（3013人）、島根県（3019人）、鳥取県（4089人）の順になっている。人口比で約8.8倍しかない東京都と富山県では実に約167倍もの人口比の生活保護者数になっているように傾向として、大都市のある都道府県が多くなっている。2018年の人口に対する生活保護受給者の割合に関しては、全国平均1.64%に対して、大阪府が最多の3.18%、最少の富山県は0.34%である。
このような人口比の生活保護者率が高い、都道府県の一部地方公共団体の生活保護行政における「水際作戦」が採られた。福祉事務所において保護申請の受付を拒否することで、生活保護の受給を窓口という「水際」で阻止する方策である。日本国憲法第25条を基に制定された生活保護法で保護請求権によって、いったん申請されてしまうと、多くの場合は保護を開始しなければならないことから、違法に申請を拒否しているとの指摘が、全国生活と健康を守る会連合会 や日本弁護士連合会からなされている。
日本弁護士連合会の2006年調査によると、福祉事務所に行ったことがあると答えた180件のうち、118件で福祉事務所の対応に違法性が見られたとして、担当職員の「門前払い」の問題も、各地の弁護士会から指摘されている。
保護請求権を行使する具体的な方法である保護の申請は、国民の権利として保障されており、こうした対応は違法行為であるが、福祉事務所がこのような対応を行う背景として、昭和56年11月17日厚生省社会局保護課長・監査指導課長通知 社保第123号「生活保護の適正実施の推進について」、いわゆる「123号通知」の存在が指摘されている。「123号通知」自体は、暴力団関係者が絡んだ不正受給を契機として、申請書に添付する関係書類などを定めたものである。生活保護扶助費用の1⁄4および現業員の給与は自治体予算から支出されるため、生活保護受給者の増加が財政の大きな負担となっている。東京都中野区では平成30年度には175億円が生活保護に関する予算になっている。
日本弁護士連合会は、「現業員（ケースワーカー）ですら生活保護法を正しく理解しておらず、生活保護に対する誤解と偏見を持っており、制度そのものおよび保護利用者に対し強い蔑みと不正利用に対する警戒心がある」「そうした現業員には生活保護申請が権利であるとの認識はなく、哀れみや施しの意識が存在している」 と述べる。事実、千葉県では生活保護の受給を申請しに来庁した40代男性に対し、年配の女性相談員が庁舎内で周りの人間にも聴こえるようにわざと大きな声で対応して男性に恥をかかせたばかりか、タメ口で高圧的に対応する、無料・低額宿泊所への入居を強要する、などの不適切行為を繰り返した挙句、受給が決まった後も電話対応の際に保留にしたまま待たせて自身はその間に退庁する、小銭しか残っていないような状態でも無慈悲に返還金を請求する、KDDIの広域電波障害時に連絡が取れない状態だったのに連絡がつかなかったことを不正受給で泥棒扱いするなど、私怨ともいえる極めて悪質な対応を繰り返した事例が報じられている。なお、無料・低額宿泊所への入居を強要するのは違法行為であり、この女性相談員は同席したNPO職員に違法性を指摘されてしぶしぶ引き下がったと報じられている。
他にも、最後の頼みとして相談に来た相談者に、以下のような理由で、窓口をたらい回しにしたり、窓口で生活保護申請自体を断念させているという事例が多い。
- 自家用車を保有している（生活保護受給者は車の自己所有・リースではなく、タクシーやバスなど公共交通機関の利用が定められている[19][注釈 1]）

## 生活保護制度の見直し

### 老齢加算
老齢加算とは、70歳以上の高齢者が受給する生活保護費に対する加算である。1960年（昭和35年）の老齢福祉年金制度の発足と同時に設けられ、当初は月額1,000円であったが、その後年々増額され、2003年（平成15年）には1級地の場合、月額17,930円となっていた。
老齢加算は「老齢者は咀嚼力が弱いため、他の年齢層に比し消化吸収がよく良質な食品を必要とするとともに、肉体的条件から暖房費、被服費、保健衛生費等に特別な配慮を必要とし、また、近隣、知人、親戚等への訪問や墓参などの社会的費用が他の年齢層に比し余分に必要となる」 との名目で支払われていた。しかし「単身無職の一般低所得高齢者世帯の消費支出額について、70歳以上の者と60歳〜69歳の者との間で比較すると、前者の消費支出額の方が少ない」 と指摘され、2004年度から順次減額され、2006年度に廃止された。
老齢加算の廃止は生存権を保障した憲法に違反するとして、高齢者を原告とする訴訟が全国8都道府県で起こされた。一審・二審段階では合憲判決が相次いだが、唯一福岡高等裁判所だけが違憲判決を下し、原告が勝訴した。
しかし最高裁判所は、老齢加算について「厚生労働大臣の判断に誤りはなく、日本国憲法にも反しない」との立場を採り、福岡高裁の判決についても2012年（平成24年）4月2日に破棄、審理の差し戻しを求めた。

### 母子加算
18歳未満の児童がいる母子家庭に認められていた母子加算制度が、2005年度から段階的に縮小され、2009年4月に全廃された。それにより、子供の教育に支障が出ているとの声が一部の母子家庭から挙がっている。
生活保護を受給する母子世帯は、中卒・高校中退同士が離死別した場合が多く、その後非婚のまま出産する婚外子の出現率は25.7%と高くなっている。前夫との問題との関連性や、その子供も同じライフコースをたどる「貧困の連鎖」も指摘されている。貧困の連鎖調査では、母子世帯は、出身世帯で生活保護受給歴のある割合が3割以上となり、特に母子世帯における貧困の連鎖が強い上、母子世帯生活保護受給率(13.3%)は他の世帯(2.4%)と比較して高い（2008年比）。
諸外国との比較では、日本は母子加算がないと子供への等価尺度での評価は低いが、母子加算後では北欧諸国と比較しても生活扶助基準額は最高水準となっている。
母子加算は、2009年（平成21年）12月1日から民社国連立政権下で復活し、2010年度予算では183億円計上された。同時に50億円かけて対象が父子家庭にも拡大された。
なお、加算に際しては世帯全体の構成員は考慮されない。このため両親・その他親族などと同居している場合や、自分の母もまたシングルマザーで18歳未満の妹弟がいる場合の二世帯母子家庭であっても、各ひとり親の母ごとに母子加算は支給されている。
母子加算は次の趣旨に基づき支給される。
一方の配偶者が欠ける状況にある者等が児童を養育しなければならないことに伴う特別な需要に対応するもの。1類基準の飲食物費は、男女とも軽作業に従事する程度の就労状態を前提としているが、乳幼児をかかえる母親は中等程度以上の労働に従事しているものと考えるべきでその増加熱量分を補填する。
- 食料費（配偶者が欠けることによる養育への負担が片親にかかるため）
- 住居費（施錠の強化、防犯ベルの設置等安全維持のための費用）
- 被服費（ひとり親であることから、PTA、町内会等外出の機会が多く、かつ身ぎれいにすることが必要）
- 雑費

1. 子供のしつけのためには、ひとり親でありながら、両親としての教養を身につけることが必要であり、その分の費用
2. 児童の精神的負担をやわらげ、健全な育成を図るためにレクリエーション等の面で特別な費用が必要。入場料、交通費など。
3. 近隣に託児を依頼することも多くなるがその分の費用。
4. 家を空ける機会が多く、おやつ代等余分な費用が必要。
5. 配偶者の供養料、墓参りのための費用。扶養相談等の交通費など目に見えない費用が必要。

この趣旨に対しては、第7回社会保障審議会生活保護基準部会において、庄司委員が「明らかにこの説明のままでは国民的な合意が得にくいのではないか」「ひとり親であるという世帯の固有性と本当にリンクしているのかどうかということでいうと、説明になっていないというようなことがあるように思います」と発言している。
厚生労働省は母子加算の打ち切りの代替措置として、母親に対する就業支援を実施している。ちなみに、2009年4月に母子加算打ち切りとなった約5万世帯のうち、約3万世帯が病気などによる就業困難世帯である。このほか、生活保護を受給する有子世帯の自立を支援する観点から、2004年4月より高等学校等の就学費用を給付することとしたが、。有子世帯の7割は母子家庭である ため、実質上は母子世帯対策も含んでいる。
母子加算の打ち切りに対し、日本全国で日本国憲法第25条の生存権の侵害を根拠とした行政訴訟が提起されている。2008年12月25日広島県内の32人が広島市などに決定取り消しを求めた訴訟の判決が広島地方裁判所であり、請求はすべて退けられ、原告控訴となった。
一方でこの問題に関して、マスコミの報道で取り上げられた加算対象の受給者の生活水準が、一般的な勤労者世帯を上回っているのではないかとインターネット上を中心に指摘されている。例として受給者が「母子加算があれば母子2人で月1回、回転寿司で40皿分食べる生活が維持できた」「水族館のために沖縄旅行に行きたがり、母子加算があれば行けた」など主張したとされることが挙げられる。
母子加算廃止の根拠とされた社会保障審議会の答申は、廃止を提案したものではないとする報道がある。また、同じく廃止の根拠とされた統計についてサンプル数が少なかったことなどを指摘され、厚生労働省が問題があることを認めたとの報道がある。
後に、厚生労働省は2011年4月、厚生労働大臣と全国生存権訴訟原告団・弁護団の両代表との間で、母子加算訴訟に係る基本合意書を取り交わした。
しかし、母子加算を廃止すると同時に新設された高校就学費用の給付は継続しているため、高校生を持つ母子世帯の給付額は以前より高くなっている。2012年基準では、もっとも保護費の高い1級地-1（東京23区、神奈川県横浜市・川崎市）において、30代夫婦と小学生と高校生の子ども世帯では月額約30万円となるが、30代母親及び小学生1名と高校生2名の母子世帯の場合では約34万円 となり、同人数でも夫婦世帯より高額支給となっている。冬季期間にはこれらに加えて冬季加算と毎年12月には年末加算も支給される。片山さつきは、これと同額を受給者に免除されている税・社会保険、NHK受信料、公立高校授業料、給食費などを支払った後で手取りとして同額残すには、収入が最低38〜39万以上なくてはならないとして批判している。
社会保障審議会生活保護基準部会の元委員である道中隆は、「貧困に関して国政レベルで調査を進める必要がある。わが国では、何の根拠もなく、気の毒だから、母子加算を復活させましょうかと言うことになる。貧困認識のぶれを少しでも小さくしないと、有効な政策を打ち出すことは難しい。」とコメントしている。

### リバースモーゲージ
生活保護受給者が持ち家を所有している場合に、受給者の子などの親族が生存しており援助する余裕があるにもかかわらず援助を断りながら、受給者が死亡すると受給者の持ち家を相続してしまうような状況が発生することに対する批判が存在しており、リバースモーゲージ（不動産担保型生活資金貸付）の導入を求める声が生活保護の実務を担当する地方自治体からあり、この制度の導入にはなお慎重な姿勢が求められつつも、高齢者の親を持つ子が相続目的で財産保全のために生活保護を利用していることには批判がある。
上記のような批判を受け、2007年4月から都道府県社会福祉協議会を実施主体とする「要保護世帯向け長期生活支援資金」制度が創設され、2009年10月には「要保護世帯向け不動産担保型生活資金」と名称変更 されている。この資金の利用が可能な居住用不動産を有する高齢者世帯等については、本貸付金の利用を生活保護に優先させ、貸付の利用中は生活保護の適用を行わないこととされた。

### いのちのとりで裁判
2013年（平成25年）8月から順次開始され、約3年かけて、2012年度ベースに対して基準生活費の最大10％を減額、削減した事に対し、2014年（平成26年）以降、全国各地の1,000名を超える被保護者が、日本国憲法第25条が保障する生存権の侵害ではないかと訴えた裁判群である。
被保護者は経済的に余裕がなく、弁護士の多くは持ち出しで請け負った。原告側が、複雑で巧妙な統計操作のカラクリを解明し、裁判所に対し説得力を持って説明できるようになるまでには、膨大な時間と労力を要した。
世間のではこの裁判の報道がなされるたびに、一部で「（被保護者は）裁判する暇があるなら働け」といった批判の声が起こった。行政書士の三木ひとみは「憲法はすべての人に『裁判を受ける権利』を保障している（日本国憲法第23条）」と解説した。2021年（令和3年）12月に信濃毎日新聞が、原告側敗訴とした3件の判決文が酷似しているとして、コピー・アンド・ペースト（コピペ）の疑いがあると指摘した。福岡地方裁判所の判決文を京都地方裁判所と金沢地方裁判所が使い回した疑惑があるという。このように裁判は異常な空気の中で行われた。
2025年（令和7年）6月27日、最高裁判所で「生活保護費の減額は違法」との判決が出された。
東京新聞によると、最高裁判所の判決から10日が過ぎても、政府は依然として被保護者に謝罪せず、違法減額された分の保護費をどう支払うか明らかにしなかった。厚生労働大臣の福岡資麿は判決後に謝罪せず、専門家審議会を設置して今後の方針を検討すると表明。本訴訟の原告たちは2025年（令和7年）7月7日厚生労働省に「謝罪と専門家審議会の設置方針の撤回、違法と指摘された保護費の差額分をさかのぼって支払うこと」を求めたものの、対応したのは大臣や副大臣、政務官を務めている国会議員でなく省職員だった。

### 生活扶助第2類冬季加算
2014年（平成26年）7月17日「政府は北海道、東北など一部地域で冬季加算額が光熱費の増加分を大きく上回っているとの指摘から支給水準を見直す検討に入った、制度の歪み解消と社会保障費の抑制にもつなげたい」と報じられた。
その後作業が行われ、2015年（平成27年）10月より冬季加算が約15～25％引き下げられた。
2014年（平成26年）11月現在、「現状でも3000円高すぎる」とする報道がある。みわよしこによると議論をした「第20回社会保障審議会生活保護基準部会（厚生労働省、2014年<平成26年>11月18日開催）」を現地取材したメディアは気づいた限りでNHKのみであった。NHKは報道「生活保護費の冬季加算で厚労省が試算（2014年<平成26年>11月18日22時42分配信）」の中で、「厚生労働省は所得の低い世帯の暖房費より1か月当たりの平均で3000円余り上回っているという試算をまとめました」と報じる。この報道に接した人の多くは単純に「生活保護世帯の冬季加算は、1ヵ月あたり3000円も『もらいすぎ』だったのか、やっぱり」という納得をしてしまったのではないだろうかと疑念を示している。

## 制度運用上の問題

### 水際作戦
埼玉県三郷市
埼玉県三郷市が生活保護受給申請者に対して、1年以上にわたり生活保護申請を拒否され、生活保護が認められた後も理由なく打ち切られたとして、現在は東京都内に住む女性が、未支給の生活保護費を支払う様に訴えた国家賠償訴訟において、さいたま地方裁判所は、2013年（平成25年）2月20日に判決を出し、三郷市が生活保護を申請する権利を侵害したと認定。2005年（平成17年）3月から2006年（平成18年）6月分の生活保護費など、三郷市に対して計約540万円の支払いを命じた。判決理由で「相談者が生活保護申請の意思があることを知りながら確認しなかったり、誤解を与える発言をした結果、申請することができなかった場合、生じた損害を賠償する責任がある」との判断を示した。三郷市は3月4日、さいたま地方裁判所が三郷市に対し、計約540万円の支払いを命じた2013年（平成25年）2月20日の判決について、三郷市は東京高等裁判所への控訴を断念したと発表した。控訴期間は2013年（平成25年）3月6日までの2週間で、控訴期限の満了に伴い、原告の勝訴が確定判決となった。
大阪府岸和田市
大阪府岸和田市に2008年に夫婦で転居した40歳（2013年10月時点）の男性は、就職先が見つからなかったため、同市に対し同年6月から12月にかけ相次いで生活保護を申請したが却下され続けた。このため男性は却下処分の取り消しなどを求め大阪地方裁判所に提訴。2013年10月31日に同地裁は、就労能力の有無だけでなく、個々人の就労能力の程度についても個別に考慮する必要があるとした上で、男性の訴えを認め、同市に対し処分取消の判決を言い渡した。同市は控訴期限の11月14日、控訴を断念したと発表。確定判決となった。
北海道札幌市
1987年（昭和62年）に、札幌市白石区で「保護受給申請をさせず相談に留める」対応が行なわれていたことが確認されている。これが原因で、DV被害者の母子家庭の母親が餓死した。
福岡県北九州市
2006年1月には福岡県北九州市で、小倉北区役所に生活保護を申請しに行ったところ、下関駅行きの切符一枚と山口県の下関市役所までの路線バス運賃190円を渡された男性が、駅に放火して全焼させる「下関駅放火事件」が起きた。同年春には北九州市門司区で「水際作戦」により2ヶ月間で3名の餓死者を出した「門司餓死事件」が起きた。保護開始・廃止件数を、事実上の数値目標として各福祉事務所に課す手法は全国に報道され、マスメディアの多くは北九州市の施策を批判した。2006年11月30日放送「報道ステーション」で北九州市の「水際作戦」が報じられると、同市は「公平・公正さに欠ける」とテレビ朝日に抗議した。一方、『週刊新潮』は不正受給問題を強調して北九州市を支持した。
この問題の根底には1967〜1987年まで、20年もの長きに渡って市長の座にあった谷伍平が、生活保護の不正受給の一掃を掲げ、生活保護の「適正化」を推し進めたことが背景にあるとされる。同2007年2月に実施された北九州市長選挙で、谷と谷の手法を引き継いだ末吉興一によるこれまでの市の生活保護行政を批判して、北橋健治が末吉の後継者を破って当選した。北橋市政の下で第三者委員会が設置され、市の生活保護行政の検証が進められた。なお、谷は 2007年6月20日に死去している。
公開された「北九州市生活保護行政検証委員会」の議事録によれば、数値目標は「暴力団の不正受給を防ぐため」の目標だったが、数値目標が一人歩きし、不必要な人間に生活保護を出し、本当に必要な人に生活保護を出さなくなったのではないかと検証されている。
しかし翌2007年にも、北九州市小倉北区で生活保護受給者が「就職した」と市職員に虚偽報告を強いられ、同年4月10日付で生活保護を打ち切られた結果、「おにぎり食べたい」と書き残して7月10日に餓死した事件が発覚し、大きな問題となった。このように受給開始後に辞退届を提出させて保護を打ち切ることは、「水際作戦」同様に日本軍の用語から転用して「硫黄島作戦」（硫黄島の戦いから）と呼ばれる。
兵庫県加古川市、大阪府貝塚市、その他
その他の自治体においても、担当職員から「もう来ないと誓約書を書け」と言われたり、乗車券（または回数券、タクシーチケット）や電車賃、高速バス料金と数日分の食料（缶詰とレトルト食品、ペットボトル入りの水とお茶、ビスケットなど）を渡されて、他の自治体に行くよう指示されるケースがある（あいりん地区#地域をめぐる問題も参照）。2007年12月14日には兵庫県加古川市において、心筋梗塞で働けなくなった30代男性の生活保護申請者の申請取り下げ書を偽造していた事件が発覚した。また大阪府貝塚市でも同2007年に複数の違法行為が発覚した。

### 申請者の諦め
埼玉県さいたま市
2010年8月15日、さいたま市北区で、76歳の男性が熱中症で死亡した。電気代を2000年から払えず、東京電力から電気を止められていた。病を持つ息子との二人暮らしであったが、十数年前に生活保護の申請をしたが却下され、父親の年金だけで暮らしていたことが明らかになった。

### 行政による不当な圧力
京都府宇治市
京都府宇治市では、受給者の女性に「妊娠した場合は受給を止める」「母子家庭の場合は異性と同居生活しないこと」等の内容で誓約書を書かせていた事例が2012年に発覚しており、厚生労働省は「誓約書を書かせることは不適切である」との見解を出している。また同年、京都府舞鶴市では、胎児の事実上の父親と連絡が取れない女性の生活保護申請者に対し、「胎児の父親の連絡先が必要だ」との理由で申請を拒否した事例がある。同市は「対応に問題はない」と主張しているが、市民団体からの通報を受けた府が同市を指導したところ受理している。2017年には生活保護を申請したフィリピン人の妊婦に対し、千葉県市原市の福祉担当職員が「産むの?」と発言したことで市が謝罪した。
大阪府大東市
大阪府大東市では、生活保護を受けていた家庭で唯一就業していた長男が独立して家を出たことについて、この長男の行為について「世帯の独自立から遠ざかる行為である」と非難する内容の指導指示書を送っていたことが、2015年に判明している。市は両親の代理人である弁護士から抗議を受け、指示書を撤回している。

### 収入認定
公害被害者
水俣病患者の迅速な救済のため、厚生労働省が2010年以降に一時金などを支給するようになったが、この一時金について厚生労働省は「収入である」と判断し、一時金支給を受けている被害者が生活保護の支給を受けられなくなるケースが多発し、熊本・鹿児島両県で100世帯を超える数で存在している。かえって生活苦が増したとの被害者からの声が相次いでおり、有識者からは「実情に合わない制度である」として問題視する意見が多い。熊本県などは制度の見直しを要望しているものの、厚生労働省は「原則通りの運用であり、変更予定は無い」としている。2011年には、この影響で生活保護が受けられなくなった患者から、訴訟が起こされている。
東日本大震災・2016年熊本地震被災者
東日本大震災や熊本地震の被災者が、義援金を受け取ったことにより生活保護が打ち切られた事例があり、前者においては該当者による訴訟が起こされている。
犯罪被害者
2014年には、長崎県在住の犯罪被害者が、犯罪被害者等給付金を受け取っていたが、後遺症が残っているとして生活保護を受けているケースで、犯罪被害者等給付金や被害に関する講演の謝礼を収入認定され、福祉事務所から過去に支給された保護費の全額返還を求められたケースもあり、有識者からは、被害者救済制度の脆弱性を生活保護で補うことの問題点と、犯罪被害者への持続的な補償制度の創設を求める声がある。

### 各種加算認定漏れ
埼玉弁護士会によると加算認定漏れ等が起きる状況という。例えば埼玉県新座市（2019年<令和元年>6月19日市発表）や朝霞市（2019年<令和元年>8月5日市発表）で起きた障害者加算の認定漏れ等事例の原因は、被保護世帯の個別台帳の所定欄への記載やシステムへの必要事項の入力が徹底されておらず、その後の確認作業も適切に行われていなかったことなどが挙げられている。被保護者も決定時に交付される文書「生活保護決定（変更）通知書」は認定されていない加算事由の存在や認定された場合に加算されるべき金額等を情報提供する内容となっていないために被保護者は自ら加算されるべき事由があるのに認定されていないことを確認できず、そのことが、認定漏れ等が長年発見・是正されないまま続いてきた大きな要因の一つになっている。
例に挙げられている障害者加算とは、1949年（昭和24年）5月創設。被保護者のうち、障害認定を受けている者に対し加算支給を行っている。必ずしも各障害者手帳の保有が条件とはなっていない。

## 生活保護と国民世論

### 派遣村と生活保護
2008年9月、リーマンショックが発生し、雇用失業情勢の悪化に伴い行われた内定取り消し、派遣労働者や自動車工場の期間工など非正規労働者の雇い止め等が話題になる中、同年12月に厚生労働省前の日比谷公園で、市民ボランティアらが仕事と住居を失った人々を対象に、宿泊所の提供や炊き出し等の支援を行う、いわゆる「年越し派遣村」が開設された。失業により生活困窮者が増加するとみられ、「生活に困窮する方々を早期に発見し、本人の事情や状況に応じた支援を関係機関と連携して迅速に実施した」ため、翌2009年3月に厚生労働省社会・援護局保護課長により「職や住まいを失った方々への支援の徹底について」（社援保発0318001号、平21.3.18）が通知された。
2009年8月30日に実施された第45回衆議院議員総選挙の結果、自公連立政権から民社国連立政権への政権交代が行われた。同年末には日本国政府と東京都により「年末年始の生活総合相談」（いわゆる「公設派遣村」）が実施され、国の大規模宿泊施設利用者数は860名、生活保護受給が決定した者は482名となった。同年12月、厚生労働省社会・援護局保護課長により「失業等により生活に困窮する方々への支援の留意事項について」（社援保発1225第1号、平21.12.25）が通知された。本通知は同年3月に出された通知等の趣旨を踏まえつつ、「速やかな保護決定」「住まいを失った申請者等に対する居宅の支援確保」等について「留意し、効果的で実効ある生活保護制度の運用に努め」ることを促すものである。
「派遣村」に関する一連の報道、及び厚生労働省の対応は、生活保護を受けることへの抵抗感を弱め、受給者増の一因になったとの見方もある。2012年2月、生活保護受給者は過去最多を記録した。
厚生労働省によると、2010年度に申請された生活保護のうち、96%が受給を認められている。

### 都市部の生活保護受給率問題
人口比の生活保護の受給率には都市部に多く、地方に少ない傾向にある。厚生労働省が発表した平成17年の厚生労働白書によると、富山県が全国一少なく（人口比の生活保護者率の高い北海道や大阪府との差は約10倍）、同県が各種統統計上で生活保護の対象となる家庭が少ないことが示唆されている。たとえば持ち家率、住宅延面積、世帯当たりの所得で全国1位の座を保っており、世帯当たりの自動車保有数や共働き率等で上位を占める。都市部の受給率が高いのは基本的に生活保護を受けると自家用車の所有が認められないために、地方では移動のための足が必要のため申請しないという問題も関係している。
また、生活保護者数の人口比が日本で最も高い大阪市では、人口の約4.47%（約12万人が生活保護を受給しており、市財政において市税収入6868億円 に対し、生活保護費が2443億円である。
生活保護法（旧法）が戦後立案されるにあたり、全額を国庫負担とすると地方自治体が選挙対策などとして無責任に支給を増やし濫給するのではないかとの厚生省判断によって歴史的に地方自治体負担があり、保護率が上昇するとその分だけ自治体負担が重くなる仕組みとなっている。

### 生活保護受給の口利き問題
地方議員や弁護士、などが同席すると、申請書の交付が容易になる。申請書の交付の遅延による申請の遅れにつき、審査請求において初回相談日を申請日とみなすと判断された事例もある。その他、最近は昔のように隣近所、地域の人達が食料やお金を援助するなどの助け合いがなくなった。親族でさえも（困窮や持ち家などの財産を死後に奪う目的で）援助を断る人が多くなったため、行政の負担が多くなったと指摘されている。日本司法支援センター（法テラス）は2007年4月から、生活保護申請時に弁護士が同行する事業を始めると発表した。
生活保護の申請に国会・地方議員の口利き、介入があると役所の審査が通りやすくなるという問題の一例として、宮城県多賀城市の公明党市議例がある。1999年5月から2003年6月にかけて、公明党市議の母親が生活実態がないにもかかわらず、生活保護を申請し生活保護費を不正に受給していた。本件では申請を行うため、公明党市議が自ら市職員に口利きを行ったことが確認されている。市の担当者が、公明党市議の母親の1年問の水道や電気の使用量を調べた結果、一般的な一人暮らしの数か月分しかなかったため、不正受給とみなし多賀城市議会は、公明党市議や親族に対して生活保護を打ち切った上で、市議会において返還請求訴訟を起こすことを賛成多数で可決した。全議員22名のうち、反対は公明党議員2名だけだった。また、週刊ポストの調査によれば公明党市議の母親は、以前居住していた塩竈市でも同様の手口で生活保護費を受給していたことが確認されている。

### 漏給と捕捉率
所得が生活保護基準以下であるにもかかわらず、実際には受給していない（漏給）低所得層の多くは、「稼働能力を活用していても収入が最低生活費を下回る」などの生活保護の開始要件を満たしており、申請すれば生活保護が開始されるにもかかわらず、そうした知識を持たないため生活保護を申請するという発想がないという問題が指摘されている。
日本において、世帯所得が生活保護支給基準以下となるケースのうち、実際に支給を受けている割合（捕捉率）は、複数の研究によればいずれも約10 - 20%となっている。厚生労働省の推計は年全国消費実態調査、国民生活基礎調査という複数データを利用した試算となっているが、2007年時点国民生活基礎調査では資産を考慮せず試算した場合、生活保護支給基準以下の所得で受給していない世帯は597万世帯であるのに対して、実際に支給を受けている世帯は約108万世帯であり、保護世帯比は15.3%（108/705万世帯）となる。しかし資産を考慮した場合では、なお保護基準以下となる世帯は229万世帯となるため、実際に必要な世帯に対する保護比は32.1%（108/337万世帯）と推定している。
日本政府は、1964年度までは「低消費水準世帯調査」という貧困調査を行っていた。2009年には45年ぶりに相対的貧困率の公表という形で貧困調査を行った。
総合開発研究機構の2008年段階の試算レポートによると、就職氷河期の人々について、働き方の変化（非正規の増加と、家事・通学をしていない無業者の増加）によって生じる潜在的な生活保護受給者は77.4 万人、それが具体化した場合に必要な追加的な予算額累計約17.7 兆円〜19.3 兆円となる結果が導き出され、これが現実となれば社会的にも深刻な影響を与える規模であることが予想されている。実際には、この他にも医療扶助などさまざまな扶助が加算されるのが通常なので、毎年1兆円超の追加財政負担が必要となるものと想定される。しかも、このレポートの基となる試算は2006年のデータを用いて行われているが、この時期はリーマンショック以前であり、かつ経済成長率も2%近くあったことを勘案するとより結果は深刻であり、現在の生活保護費3.7兆円が今後も持続するものとすると、就職氷河期世代の生活保護制度への本格的な参入により、少なく見積もっても約5兆円にまで膨らむこととなるが、これは消費税率2%に相当する との指摘もある。

## 非受給者に対する他の制度との比較
後述のように、国民年金や労働賃金の金額が低すぎることに起因してそれらに生活保護受給額が迫る、場合によっては上回る逆転現象が起こることがある。このため、生活保護制度や受給者に対し非受給者が不満を訴えるケースが後をたたない。

### 国民年金制度との比較
生活保護で給付される金額が、国民年金の老齢基礎年金よりも多いことが指摘されている。
2013年度現在、1級地1地区では、居宅の70代以上老夫婦世帯の場合には年間約140万円に加え、家賃（上限の場合）約84万の支給となり最高で約224万円 となる。医療費はこれらに含まれない。
老齢基礎年金や障害基礎年金は、そもそも「老後の生活費が、全部賄えるようにするのは無理であるとの考え方を、最初から取っている」と、1984年（昭和59年）8月1日に衆議院社会労働委員会で、厚生省年金局長の吉村仁が答弁している。

### 生活保護支給額に対する世論の批判
バブル崩壊後の「失われた10年」「ロストジェネレーション」に代表される長期不況のため、社会の低所得層の収入水準が低下し、また生活保護の支給額が上昇したため、また、最低賃金が低いことから低所得層と生活保護受給者においては所得額が接近した。そのため、生活保護を受けている方が働くよりも収入が増える場合も多く（ワーキングプア）、これに反発する声もある。また受給者は、生活費に加え、医療費や介護費の扶助、一部税金や、国民健康保険税の納税、国民年金保険料、NHK受信料、給食費、公立高校授業料などが全額免除になるため、場合によっては実質年収が400万円に達する場合もある。夫婦と子ども4人の世帯であれば実質的には年収500万円のサラリーマン世帯を上回る金額を税金から保護費を受け取ることになる との試算もある。
また、多子世帯が生活保護を受給すると高額になる傾向にあり、大阪市では7人世帯で月約40万円の支給を受けている受給者をめぐり、平成16年度決算特別委員会で松田力市議が次のように質問している。「今、約40万でしょう。今働きにいって、すぐ40万とれませんで」「僕、マンション見に行きましたけど、あら、あきませんわ。そら新築や。これは立派なもんですわ」就労せず野球監督をする被保護者について「野球は構へんがな。地域の住民の者とけんかばっかりしてたらあかん。そういうことを含めて、まず就労してほしい。たとえわずかでも働かして、そしてやはり足らん分については、生活保護をまだ援助しやなしゃないなと。子供おるからね。そういうような形にしたら、みんな納得すると思いますねん。このままでは爆発しまっせ」と市に疑問をぶつけている。
朝日新聞では、大阪府在住で生活保護受給中の母子家庭で2児の母（41）が「月に29万円の生活保護では苦しい」と訴える記事が掲載されたが、ネット上では保護費が高すぎると批判が相次ぎ、ネットアンケートでは600件以上の回答のうち9割が「もらいすぎだと思う」と回答した。

## 海外との比較
所得保障水準比較
諸外国公的扶助制度と比較した場合の30代単身世帯所得保障水準で比較対象のスウェーデン、フランス、ドイツ、イギリス、日本の5カ国中、日本の生活保護は最高水準の額である。スウェーデン、フランスに対しては、日本では約2倍の所得保障水準となっている。「カップル世帯」と「4歳児のいる家族世帯」においても、日本の生活保護の保障水準は他の先進国より高額となっている。
イギリスにおいても、10人の子どもがいる夫婦が年間年収約893万円に相当する給付を受けていることの報道 や、5人の女性との間に17人の子供を持ちながら働かずに生活保護で暮らしていた男が、元愛人を殺害しこの女性との間にできた子どもの親権を得る目的で自宅に放火し、子ども6人を死なせている事件が起こり、労働賃金に対して高額になりうる公的扶助制度に対する世論の批判が高まった。Sun新聞でも18歳と21歳の無職カップルが4ヶ月の子どもを持ち、子どもや住宅・失業の手当てで年270万円となる福祉よりも働くほうが安くなる、と語ったと報道する など福祉制度に批判的だった。政府が2013年4月からの制度改革を打ち出し、キャメロン首相はSun新聞で「真面目に働いている人たちよりも生活保護受給者のほうが収入が多くなる例が発生する状態は『狂っている』」と述べ、「生活保護制度が本来の目的から逸脱し、本末転倒の事態に陥っている」と批判して制度改革を擁護している。
受給資格と義務
スウェーデンでは社会扶助の受給資格がきわめて厳しく、所有物を基本的に売却しなければならず、家や土地はもちろん、自治体によっては車・コンピュータも売却対象となり、また少しでも労働能力があれば就労プログラムへの参加が強いられる。90年代の経済危機により失業者が増加し社会保障受給者が増え、社会扶助にかかるコストの増加、受給者数の増加、さらには受給年数の長期化という3 つの要因によって「スウェーデンモデルの崩壊」が叫ばれるほどであった。その結果、社会省が1999年から2004年までに社会扶助受給者数を半減する目標を設定した。同時に社会扶助受給者の増加を分析したところ、無年金者の問題があり、年金支給要件の変更でその部分は減少を見た。しかし、年金のスキームに移行できなかったグループがおり、それが若年と母子世帯の社会扶助長期受給だった。雇用能力が著しく低い者、就労の期間が著しく短い者については、スウェーデンでもパート以外に就労の機会がなく、十全な社会保険に加入できず社会扶助を受けている。そのうち若年と母子世帯の社会扶助受給者にはきわめて多様なケースが存在しているという。非常に多いのが、社会保険でもカバーされないような軽度の知的障害者、社会活動に不可欠なコミュニケーション能力が欠如している者（軽度の学習障害の場合、大学卒業も可能だがその後の就労の機会に恵まれない事例が多い）、それからDV や児童虐待を受けてきた者、あるいは薬物中毒者・アルコール中毒者である。こうした人びとは、医師から雇用能力があると診断されながら、実際に就労支援を行っても有効に機能しないという事態が起きているという。長期受給者の増加によって、社会扶助受給世帯の子どもも社会扶助受給者に陥るような、貧困の世代間継承の事例も存在することが確認されている。
デンマークでも、16歳から受給開始した36歳のシングルマザーが特段の問題なく就労せずにフルタイム労働者よりも多額の生活費（約30万円）を福祉で得ていたことに端を発した問題 と就職を避け、10 年以上も働かずにいて保護を受給していた男性が申告せずに就労していた問題から論争が起こり、2014年1月からは生活保護制度改革となって、30歳未満の生活保護対象者は、手当受給のために職業訓練を受けることが必須となった。また30歳以上の対象者は、手当を受給するためには何らかの労働（主に、公園や道路の清掃など）を行うことが前提条件となった。また、これまでは、夫婦のうち一方が無収入でも、もう一方の配偶者に一定の収入があれば、生活保護支給の対象から除外されていたが、これは同棲しているパートナーたちには適用されなかったが、今回からは、同居パートナーにも適用されることになった。
各国の公的扶助の国際比較を分析し、日本の扶助給付水準はトップクラスだが給付総額や給付人数が少ないのは、国が水準を下げて要件を緩和するより、給付の総額が少なくて済むからではないかという財政的な分析もある。

## 外国人受給者問題
| 国籍           | 世帯数 |
| -------------- | ------ |
| 韓国・朝鮮籍   | 28,700 |
| 中華人民共和国 | 5,980  |
| フィリピン     | 5,165  |
| その他         | 6,158  |

1954年（昭和29年）5月8日に出された厚生省社会局長通知により、生活に困窮する外国人に対して当分の間、生活保護法を準用して保護費を支給する方針となった。しかし、権利としては認められないため、不服申立てをすることや訴訟で争うことはできないものとされている。また、1990年（平成2年）10月25日に厚生省社会局保護課企画法令係長による口頭指示という形で、対象となる外国人を永住者、日本人の配偶者等、永住者の配偶者等、定住者、特別永住者、認定難民に限定するようになった。外国人が生活保護を受給した場合、国籍法における「生計条件」を満たさないと判断され帰化による日本国籍取得は困難となる。
また上記の旧厚生省通知の現在の法的位置付けは地方自治法245条の4第1項に基づく「技術的助言」である。
2021年の厚生労働省「 被保護者調査」によれば、日本人をふくむ生活保護の総件数は、161万7578世帯(人数は200万8950人)、このうち外国人世帯主の世帯は4万6003世帯(人数は6万5273)である。全生活保護件数のうち外国人が世帯主の占める割合は世帯数で2.8%、人数で3.2%になっている。国籍別でみると、日本が157万1517世帯(194万3677人)、韓国・朝鮮が2万8700世帯(3万3666人)、中国が5980世帯(9476人)、フィリピンが5165世帯(1万1183人)。
齢層でみると、在日フィリピン人受給者の平均年齢が27.9歳、在日中国人受給者の平均年齢54.4歳に比べ、在日韓国・朝鮮人受給者の平均年齢が65.7歳と外国籍の受給者平均年齢の53.4歳と比べ高齢化している。これは、1982年まで外国人が国民年金に加入できなかったこと、また1982年当時、35歳以上の者は当時加入しても60歳までの必要な加入期間（25年間）に届かないと思い加入しない者が多かったため、当時から日本に住んでいた在日韓国・朝鮮人には低年金・無年金の老人が多いことが一因と考えられる。

### 外国籍者への保護支給裁判
2008年12月に、永住許可を持つ大分市内の中国籍の女性が市に生活保護を申請したが却下され、女性は不服として訴訟を起した。
2010年10月18日大分地方裁判所 (一志泰滋裁判長) は「外国人には生活保護法の適用はない。永住外国人も同様」「外国人の生存権保障の責任は第1次的にはその者の属する国家が負うべきだ。永住外国人でも、本国に資産があるかどうかなどの調査が難しく無条件に保護を認めることになる」とし、生活保護法の適用は日本国籍を持つ者に限られるとして請求を棄却した。弁護団によると、永住外国人に対して生活保護の受給権を認めないと明示した判決は初であるという。
また同裁判において請求の根拠とされた1954年の厚生省社会局長通知については「通知に基づく保護の性質は（行政側から外国人への）贈与。（今回、大分市は）贈与を拒絶しており、女性に生活保護の受給権はない」として却下した。
この判決に対して女性は控訴。2011年11月15日福岡高等裁判所（古賀寛裁判長）は「難民条約の批准や外国人に対する生活保護の準用を永住外国人に限定した指示（1990年）により、国は一定範囲の外国人も法的保護の対象とした」と判断。その上で、女性は生活保護が必要な状態だったと認め、訴えを退けた一審判決を見直し、大分市の却下処分を取り消した。
大分市はこの控訴審判決を不服として最高裁に上告。2014年7月18日、最高裁第二小法廷は「永住外国人は生活保護法の適用対象ではない」との初判断を示し、その上で、永住外国人も生活保護法の対象になると認めた2審福岡高裁判決を破棄、女性側の逆転敗訴を言い渡した。4人の裁判官全員一致の結論であり、最高裁第二小法廷は「生活保護法が適用される『国民』に外国人は含まれない」と指摘、「外国人は行政による事実上の保護対象にとどまり、法に基づく受給権は持たない」と結論づけた。
なお、同女性は別の裁判で、外国籍の者は生活保護法上の行政処分に対する行政不服審査法に基づく不服申立てができるとの判決が確定している。

### 諸外国籍者の受給問題
2010年、大阪府大阪市西区に住む中国・福建省出身の姉妹の親族とされる中国人53人が日本への入国直後、大阪市に生活保護の受給を申請した問題が発覚した。法務省大阪入国管理局は大阪市に対し在留資格の再調査を行うよう指示した。大阪入管の調査で、入国してから3か月以内に生活保護を申請した中国人のうち8名が、申請書の職業欄に「生活保護」「無職」、扶養者のところに「区役所」と書いていたことが発覚した。
2013年2月18日、群馬県大泉町でフィリピン人母が子どもたちを残して帰国中、3歳児が死亡したのを中学2年生の姉が通報した。胃に内容物がほとんどなく餓死の疑い。世帯は前年9月から生活保護を受給中であったが、母は帰国をケースワーカーに報告せず、子どもも母の不在を周囲に告げなかった。この長女は保護責任者遺棄致死の非行内容で前橋家庭裁判所に送致された。女児はフィリピン人母とインド人の父の間に生まれた子どもで、フィリピン国籍だった。
外国人が子どもを持って日本人と離婚、または日本人から認知を受けて出産した場合には、その子どもは日本国籍を持ち生活保護受給権があるが、その家庭に新たに外国人同士の子供が生まれ日本国籍を持たない場合では、その子は生活保護の外国人への法の準用を受ける に過ぎず、国籍が違えば兄弟間でも生活保護の法的根拠の違いが発生する。
国際結婚・恋愛の破綻により外国人母子世帯は全国で7千世帯（2010年）となっているが、その4割をフィリピン人が占めている。外国人は震災や自己都合で帰国するが、携帯電話は国際ローミング契約をすれば、海外で使用できるうえ、保護費が口座入金の場合には国際キャッシュカードまたはVISA/JCBデビットカードであれば引き出しが海外でも可能なため、不在が見過ごされがちで福祉事務所では出国の事実を把握しきれていない。世帯の帰国が長期に渡る場合は、不正受給となる。
2011年3月には東日本大震災による福島第一原子力発電所事故を受け、政府の指示を超えて自主避難が広がる中、生活保護を受ける外国人が日本人との間に生まれた子供を置き去りにして帰国するケースが相次いだ。関東地方の市の福祉事務所では中国籍の40代の母は「祖父が危篤で帰国する」と電話をしてきたが、自宅に残された高校2年と中学2年の子供に担当者が事情を聞くと、母は「原発が怖い」と中国へ帰ったという。このような帰国は少なくとも東日本の84福祉事務所で64件にのぼり、中国、韓国、フィリピン、タイ人などで、中国人が最も多かった。永住資格などを取得後に日本人男性と離婚した母子家庭や単身女性がほとんどを占め、子供と帰国した人が多い一方、友人の中国人や日本人へ預けて帰国したり、子供を置き去りにしたネグレクトも少なくないという。申告者はみな一様に「祖父母が危篤で」と言って帰国し、黙って帰国する方が多く実態がつかめないと福祉事務所の担当者は語っている。
外国人の受給者が海外に資産を持っていても調査に限界があり、2013年1月には約4100万円の資金を隠して不正受給したとして大阪府警に逮捕された中国人夫婦が「中国に持っていたマンションを売却して金を得ていた」と供述した事件も起こっている。神奈川県大和市では2013年3月、ベトナム人母子家庭が収入の有る同国人と同居し申告せず、不正受給をした事件もあった。
2013年5月には東京都新宿区歌舞伎町の韓国人クラブの経営で、少なくとも1億2700万円の売り上げがありながら無収入を装い生活保護を受給していたとして、警視庁は詐欺の疑いで、クラブ経営で韓国籍の女性（54）を逮捕した。
東京都足立区では、2014年2月に韓国籍の女性による1億を超える不正受給が発覚しているが、足立区は2013年9月から、公式サイトで「昨年度足立区において、不正受給と認められた額から返還額を除いた未収入額は、263世帯、1億6,700万円余という莫大な金額に上ります。」「不正受給が後を絶ちません」と訴え、また就労実態把握については「国からの通知により、日没以後の受給者宅への訪問は原則行わないよう規定されていることもあり、許される範囲で就労事実を把握する困難さも指摘されています。」と、その困難さを述べている。
2013年11月には東京都昭島市で、韓国籍の男性（66）と内縁の妻（61）が実際の所得よりも低い額が書かれた給与明細書を提出し、生活保護費を約578万円を市からだまし取った疑いで逮捕された。「月に5万円をパチンコに使うなどして金がなくなり、生活資金に充てていた」などと供述していた。
フィリピン人夫婦の夫が港湾作業員として働いて収入分を不正受給し逮捕された神奈川県横浜市の事例、日本人配偶者のフィリピン人妻が清掃やスナック勤めをした分を不正受給して逮捕された東京都の事例もある。
他方で、愛知県安城市の職員が、生活保護を申請しようとした日系ブラジル人女性に対し「生活保護は出ない」と虚偽の説明をした上、「国に帰ればいい」と差別的な発言をしていたことが、2022年12月に判明している。この女性は、愛知県弁護士会に人権侵害の救済を申し立てている。

## 医療扶助の悪用問題
医療扶助は年間約1.5兆円で、生活保護費のおよそ半分を占める。投薬回数や診察回数に関わらず、被保護者なら健康保険の自己負担分はすべて公費負担となる。この医療扶助に狙いを定め、被保護者を「金のなる木」として扱う医療機関は少なくない。不必要な検査や注射を繰り返したり、医薬品を過剰処方したりする“たかり”の構図となっている。
薬の不正入手・転売の問題もあり、例えば2010年（平成22年）2月、大阪市において被保護者が複数の医療機関を受診し、向精神薬を営利目的で大量入手するという問題が起こった。それを受けて厚生労働省が実施した被保護者サンプリング調査で、同一月に複数の医療機関から向精神薬を処方されていた患者について、そのサンプル中70.3%が不適切受診であった。
そのため厚生労働省は翌2011年（平成22年）に「生活保護法の医療扶助の適正な運営について」 を通知し、福祉事務所は、被保護者が複数の医療機関から重複して同一薬を処方されていないかレセプト検査実施の義務を担うこととなった。しかし会計検査院が2014年末に被保護者のレセプトを検査したところ、1ヶ月あたり30日分以上を処方された者が66.3%、さらに180日分以上を処方されたものが1.5%存在した。また福祉事務所が数度に渡り改善要求を出したにもかかわらず、引き続き重複処方が改善されない事例もあった。そのため会計検査院は厚生労働省などに対し、重複処方が改善されない被保護者に対しての方策を検討をするよう勧告している。2014年（平成26年）の厚生労働省の調査によれば、向精神薬を3剤以上同時に処方される「多剤処方」を受けている割合は健康保険組合加入者の4倍である。
医療扶助の費用は生活保護費の半分を占め、うち医科の入院医療費が全体の55.7％（2013年<平成25年>）と大きく、医療扶助による入院患者は、1か月平均の42.9％が精神障害であり多数となっている。人数では7.1％入院患者に、医療扶助費全体の55％余が使われている。日本は、世界でも突出して精神科のベッド数と入院患者数が多い国であり、長期入院が生活保護費を上昇させている。

## 暴力団員など反社会人の受給
厚生労働省は2006年4月から、暴力団構成員の生活保護費受給を認めない方針を固めた。高齢化の進展などで生活保護給付費が増加し続ける中、保護費が暴力団の資金源になる恐れがあるとして、社会正義上問題が大きいと判断、給付費の抑制を図っている。
しかし大阪府警察によると、2008年は暴力団員による不正受給の摘発はなかったが、2009年に4件、2010年に件、2011年は7件と増加傾向をみせ、兵庫県西宮市でも保護費約160万円をだまし取ったとして、詐欺容疑で逮捕した山口組系組員が摘発されている。
栃木県宇都宮市では無職の男性が暴力団員の身分を隠して生活保護費を不正に受給していたとして、詐欺容疑で逮捕されている。受給当時、男性は住吉会系暴力団幹部で生活保護費計約213万円をだまし取った疑いがある。
北海道滝川市では元暴力団員の夫婦にタクシー代などとして約2億4千万円の公金を支給し続けたなどの問題も起こっている。
大阪府警や北海道警、神奈川県警など5道府県警に2012年1〜11月、覚せい剤取締法違反容疑などで逮捕されるなどした容疑者らのうち、約2割が生活保護を受給していたことが分かり、覚醒剤など違法薬物はほぼすべてが暴力団の資金源になっていることから、警察庁幹部は「生活保護費という公的資金の一部が密売を通じて暴力団に流れている」と指摘している。また警察庁によると、薬物事件で過去に摘発された生活保護被保護者のうち7割以上が同様の薬物事件で再び摘発されるなど、再犯率は非常に高い。
大阪府守口市では、大麻取締法違反罪で起訴されていた女性が、同居する内縁の夫の収入を申告せず、子供3人と自分の保護費を不正受給したとして内縁の夫（大麻取締法違反罪で起訴）と共に逮捕された。保護費は半分以上がパチンコ代に消えたという。
暴力団を脱退したにもかかわらず、警察情報で暴力団員からの脱退が認められない（明確な形で脱退の証拠が残されない）ケースにおいては、警察が脱退扱いとしていないとして生活保護が受けられず、暴力団からの脱退が阻害されることもありうる。暴力団員該当性認定が裁判手続において逆転した例もあり、現場は困難な判断を迫られている。宮崎平成23年10月3日判決は、原告と暴力団との絶縁を認め、生活保護の不支給を違法とした。しかし控訴審の福岡高裁宮崎支部平成24年4月27日判決においては、原告と暴力団との関係を認め、不支給を適法とする判決となった。

2022年に反ワクチン団体神真都Ｑ会の代表が同年2～7月に団体が寄付金で得た約7200万円を自身の個人口座に振り込んでるのに生活保護を受給していたことで、詐欺罪で逮捕された。

## 被保護者対応の職員への傷害等の犯罪・職員の自殺や離職問題
申請者や被保護者からの暴言や脅迫、傷害まで起きているなど職務の人気が無く、保護者を対応する役所側の人手不足傾向が止まらない。厚生労働省は平成17年、生活保護現業員（ケースワーカー、地区担当員など、福祉事務所によってその名称は異なる）の配置数不足が増加傾向にあるとした。2000年の配置定数に対する現業員不足数は354人であったが、2004年には1198人になり約3.4倍となっている。東京都は2004年6月に「生活保護制度改善に向けた提言」の試案を発表し、保護率の増加に現業員の配置が追いつかず一人当たりの担当世帯数が増加していること、現業員の経験不足や社会福祉主事の資格を持つ担当者の絶対数や質の低下を指摘している。
地方自治体の職員にとって、生活保護事務は事務処理の膨大さ（単に訪問業務をこなせば良いわけではない）や、前述の福岡県北九州市のように申請を簡単に受理すると人事考課が下がる（市は否定している）、申請者からの恫喝や脅迫など安全面 などから敬遠される傾向の高い業務の一つであり、結果的に公務員としても経験が不足している新人職員が配置されることも少なくない。
生活保護関係の業務に絡むトラブルを防止し、職員の安全の確保 と、また原則受給が認められない暴力団員からの申請を却下したり、ケースワーカーに威圧的な態度を取る元暴力団組員への生活指導を円滑にしたりするため に、各市町村が警察官OBや刑務官OBを採用するケースが多くなっているが、これらの自治体の一部が人手不足を背景として、法律上必要な資格を取得させないままケースワーカーなどの業務に就かせていることが判明している。厚生労働省社会・援護局保護課は「警察官OBの不適正な活用をやめるよう周知したい」としている。
日本弁護士連合会は「福祉事務所の現場には、『受給者とのトラブル抑止のために警察官OBがそばにいてくれたら心強い』という声もあるようである。その背景としては、生活保護利用者の中には、障害など様々な問題を抱えており、意思疎通がうまく図れない人もいて、窓口でトラブルになることも少なくないという事情があると思われる。」としつつも、「職員の専門性と経験の欠如から来る，生活保護利用者との間のトラブルを解決するために、警察官OBをいわば用心棒的に配置して、力で押さえつけようとしても、問題解決につながらないことは自明と言えよう。」「ケースワーカーの増員と専門性の強化こそが必要」と結論づけている。
現業員の配置定数は、1951年に制定された社会福祉事業法（現：社会福祉法）から変更されておらず、その間にも介護保険制度の創設など現業員の業務は増加している。また、生活保護の他法優先の原則によって、現業員には広範な福祉制度に対する高い知識力が求められる。これら現業員の質をいかに高めるかについても大きな課題となっている。
福祉国家スウェーデンでも福祉職員は同様の問題を抱えている。エンショピング市への聞き取り調査では近年、社会扶助申請者が申請却下されたことに腹を立て、ソーシャルワーカーに暴力を振るったり、殺人事件を起こすなどのケースがあったため、福祉事務所の窓口の職員と申請者の間に、鉄道駅の切符販売窓口などで使用されている透明な衝立を立てたという。現地職員は「麻薬常習、薬物、精神障害などを対象とする職場では、ソーシャルワーカーが危険にさらされることがあり、ボディーガードをつけるわけにはいかないから、せめて2人1組で動く体制をとるしかない」とその危険性について発言している。

### 雑誌「公的扶助研究」における福祉川柳事件
1993年6月、福祉事務所で生活保護を担当するケースワーカー等で組織する「公的扶助研究全国連絡会」の機関誌『公的扶助研究』が、「第1回福祉川柳大賞」を企画し、福祉職員による福祉川柳を掲載した。なお、「職場外では話題にできない思いを、川柳に託して表ざたにし、成仏させてやろう」という目的が記され、「マスコミ関係者の目に触れぬようご注意ください」という注意書きが添えられていた。
後にマスメディアが川柳の内容を報道し、障害者団体など20の団体が発行元に抗議を行った。なお、問題とされた川柳の一つは「ケースの死 笑い飛ばして 後始末」というものである。批判を受け雑誌は一時休刊。発行団体である公的扶助研究全国連絡会は事態の総括を余儀なくされた。福祉川柳事件ともいう。
朝日新聞天声人語は「これは川柳ではない。五七五で、悪口を言い、不満をぶちまけたもの」としたうえで、「抗議した人は、仕事上の緊張や不満を解消したかったのかも知れないと言いながら『良心的な人たちだと信じていたケースワーカーが、実はこんなことを考えていたとはショック』だと告白している。本音を言うか言わないか、それだけの問題だと考える人もいるかも知れない。しかし、いやな仕事だと思いながら福祉の事業に携わっている人ばかりではないだろう」と記している。
しかし、前節にもあるように福祉職員の厳しい労働環境の問題もあり、朝日新聞はこうした問題には言及せず批判したことで福祉の現場を配慮していないという批判も受けた。
ちなみに、公的扶助研究全国連絡会は、事件後に事件への謝罪と問題の検証と総括を行い、1995年に再建総会を行い「全国公的扶助研究会」を発足させて、現在に至っている。

## 不正受給・貧困ビジネスなどの諸問題

### 生活保護受給者のギャンブル
日本中央競馬会（JRA）では、PAT方式電話投票（A-PAT、電話回線やインターネットを使って馬券を購入する投票形式）の加入者の資格について、生活保護利用者を欠格対象としている。
2013年には、兵庫県小野市が生活保護受給者などの不正受給やギャンブルを防止するため、市民に情報提供を求める「小野市福祉給付制度適正化条例」を制定し、市民に情報提供の責務を課した日本初の条例として、マスメディアで大きく報じられた。

### 生活保護受給世帯への自動車禁止の是非
生活保護を受給すると、原則として自動車の所有・借用・運転が禁止される。
他者が所有する自動車を借りて運転したことを理由に保護廃止された受給者が、処分取り消しを求めて提訴した「大牟田自動車裁判」では、1998年5月26日に福岡地方裁判所は「保護廃止処分は重きに失して処分の相当性を欠く」として、保護廃止処分を取り消す原告勝訴の判決を下した（被告の大牟田市は控訴せず確定判決）。この裁判において原告団は「車の所有・借用・運転に関しては現在の法律では定義されておらず、現行の運用基準はあまりにも厳しすぎる」と批判し、制限を緩和するよう厚生省（当時）に対し運用の転換を求めた。
2020年代に入ると、地方では鉄道や路線バスなどといった、公共交通機関の相次ぐ廃線・休止により、「生活の足」としての自動車の保有が死活問題に繋がりかねない地域も発生している。全国市長会も国に対して生活保護世帯への自動車の保有要件緩和を求めているが、2022年5月時点で実現していない。